# エルナーニ
『エルナーニ』（Ernani）は、ジュゼッペ・ヴェルディが作曲した全4幕からなるオペラである。ヴィクトル・ユーゴーの、これも有名な戯曲『エルナニ』に基づく。1844年に初演され、ヴェルディにとって第5作目のオペラであり、初期の傑作の一つに数えられる。
- 原語曲名： Ernani
- 原作： ヴィクトル・ユーゴー作『エルナニ』（Hernani, 1830年初演）
- 台本：フランチェスコ・マリア・ピアーヴェ
- 演奏時間： 約2時間10分
- 初演： 1844年3月9日、ヴェネツィア、フェニーチェ劇場にて

## 作曲の経緯

### ヴェネツィアとの契約
前々作『ナブッコ』（初演1842年)、前作『十字軍のロンバルディア人』(同1843年）のミラノ・スカラ座初演が成功、ヴェルディの新進気鋭のオペラ作曲家としての評価は急速に高まりつつあった。ロッシーニは作曲から引退、ベッリーニは1835年に早世、ドニゼッティは主としてパリとウィーンを拠点に活動しており、ちょうどこの時イタリアは新たなオペラ作曲家を渇望していたという事情もある。
ヴェルディはこの好機を活かして大飛躍を企てる。これまで4作は全てスカラ座での初演であり、多くは同座の支配人（興行師といった方がより的確）、バルトロメオ・メレッリに与えられた台本に唯々諾々と曲を付けているだけだった。メレッリはまた、金銭的にも作曲家にとって渋いことでも有名だった。ヴェルディは、作曲面でも金銭面でもより有利な条件を追求すべく、今回は他の歌劇場からの委嘱を受ける決心だった。
この機を逃さずヴェルディに接近してきたのは、イタリア半島北部におけるスカラ座の最大のライヴァル、ヴェネツィア・フェニーチェ劇場の支配人、ナンニ・モチェニーゴ侯爵だった。条件は、1843年-44年のカーニヴァル・シーズンに2作を上演すること、うち1作はヴェネツィアにとっての初演（最終的には『イ・ロンバルディ』を上演した）、もう1作は完全なる新作であること、となっていた。ヴェルディは1843年6月頃この条件を受諾した。
ヴェルディから提示した主な条件は、
1. 新作の上演料としてヴェルディは12,000オーストリア・リラを受領する
2. その上演料は初演終了時までに全額支払われる
3. 新作の題材は、ヴェルディに決定権がある
4. 台本作家の人選はヴェルディに決定権があり、またその対価は劇場でなくヴェルディが支払う
5. 歌手の人選についても、フェニーチェ劇場と同シーズン契約した歌手陣の中からヴェルディが選定する。

というものであり、モチェニーゴはそれらをすべて受け入れた。このうち1.については、前々作『ナブッコ』でヴェルディが受領したのは4,000リラ、『イ・ロンバルディ』で8,000リラ（ともにメレッリのスカラ座より）であることを考えれば、その出世振りがうかがえよう。2.に関しては若干の解説が必要である。当時のイタリア・オペラ興行での慣習では、新作オペラの場合上演料は分割払いで、うち相当程度は第3回公演終了後に支払われることになっていた。つまり新作が失敗に終わり、3回以上の公演が完了しなかった場合には作曲者は当初契約より少ない金額しか受け取ることができなかった。ヴェルディは実際、大失敗に終わり、たった1夜しか上演がなされなかった『一日だけの王様』（1840年）でそうした憂き目に遭っている。この条件の挿入は、ヴェルディの自信の現れとみることができよう。

### 題材検討
ヴェルディ自身が考えていた題材は、主にイギリスの作家の作品、例えばシェイクスピアの『リア王』、リットンの『リエンツィ』、あとバイロンの諸作品などであったらしい。
うち『リア王』はヴェルディが生涯を通じてオペラ化を企て、様々の理由で断念、結局作品化できなかった曰くつきの題材である。この時の検討はそのうち最初の試みにあたるのだが、リア王を演じ歌うべきはバス歌手と考えていたヴェルディは、フェニーチェ劇場がこのシーズンに優れたバスを確保できないらしいと知って断念した。
また『リエンツィ』は1835年初版の小説であり、既に1842年にはヴェルディ後年のライヴァル、リヒャルト・ワーグナーがオペラ化、ドレスデンで初演している。ヴェルディがワーグナー作品の存在を知っていたかどうかは定かではないものの、仮にヴェルディがこれをオペラ化していたならば、両大家唯一の競作作品となったはずであった。この時は、ヴェネツィアでの検閲通過の困難さを考えて計画が放棄されたと考えられている。

### 台本作家ピアーヴェ
題材検討を続けるヴェルディに接近してきたのがフランチェスコ・マリア・ピアーヴェであった。ピアーヴェはヴェルディより3歳年長であるが、台本作家としてのキャリアを1842年にスタートさせたばかりで、この頃はフェニーチェ劇場の上演監督の地位にあった。彼はウォルター・スコットの小説「ウッドストック」に基づいて独自に起こした台本『アラン・キャメロン』Allan Cameronをヴェルディに提案した。これは、清教徒革命に題材をとり、ウスターの戦い以降のチャールズ2世とオリバー・クロムウェルらの抗争を描いたもの（なお、ピアーヴェはユーゴーの『クロムウェル』を台本化した、と記述している書籍もあるが、これは誤り）。
ヴェルディとピアーヴェはこの『アラン・キャメロン』をオペラ化すべくしばし努力する。ヴェルディはその内容について「イベントに乏しい」などいくつかの不満をもっていたし、ピアーヴェがまだ駆出し同然の経験不足であるのも不安だった。しかしピアーヴェの韻文の美しさには見るべきものがあったし、また彼がよく気が利く、温和な性格だったこともヴェルディは気に入ったようだ。1843年の9月には『アラン・キャメロン』はほぼ放棄状態となってしまったが、ヴェルディはそのままピアーヴェを用いて、支配人モチェニーゴの提起した代案をオペラ化することに同意した。それが、ヴィクトル・ユーゴー原作の『エルナニ、またはカスティーリャの名誉』Hernani, ou l'Honneur Castillanだった。

### 戯曲『エルナニ』とそのオペラ化

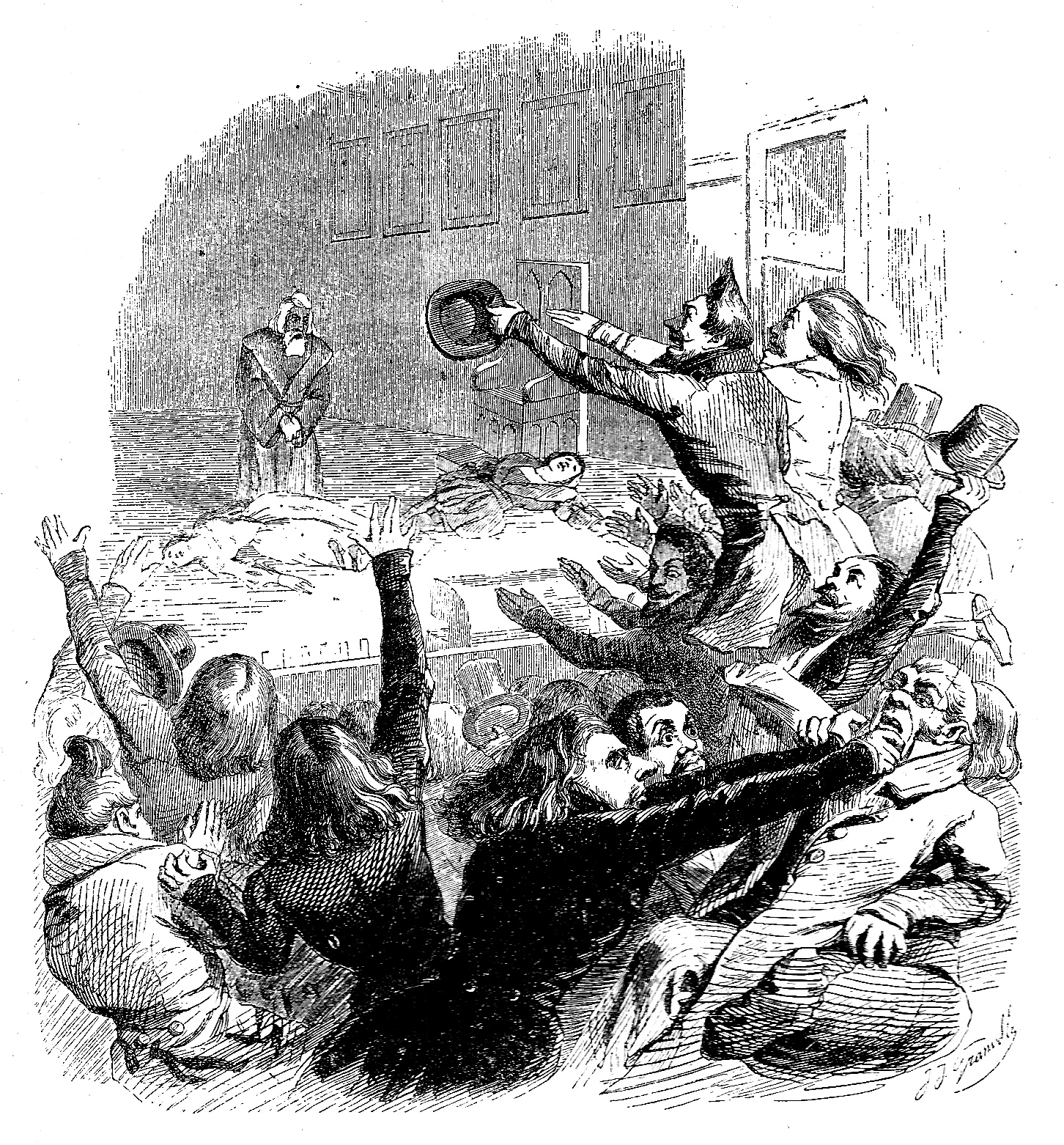
「エルナニ事件」

ユーゴー作の戯曲『エルナニ』は1830年にパリ・コメディ・フランセーズ劇場で上演された。「三一致の法則(règle des trois unités)」「句またぎ(enjambement)の禁忌」など古典派演劇の大原則を逸脱し、「フランス・ロマン派演劇の創始」とされるこの作品の初演は古典派の野次、ロマン派支持者の喝采の激しい衝突を呼び、その際の騒動が「エルナニ事件（戦争）」La bataille d'Hernaniとして知られているほどの話題作だった。ヴィンチェンツォ・ベッリーニは初演直後の1830年から31年にかけて作曲を試みているが、検閲に引っ掛かり、序曲と一幕のスケッチのみで作曲を中断してしまう（w:Vincenzo Bellini#Attempts to create Ernaniを参照）。この草稿は21世紀に入ってCD化されている。
ヴェルディが題材選定を行っていた1843年においてはその興奮は醒めていたものの、『エルナニ』あるいは原作者ヴィクトル・ユーゴーの名は検閲官にとってはいまだに危険な響きをもつ存在のはずであり、モチェニーゴがなぜそういった問題作をヴェルディに提案したのか、はっきりとはわかっていない。戯曲『エルナニ』の革新性は演劇の内容よりもその表現方法に存するため、オペラ化しても安全であると踏んでいた可能性もあるし、この後ヴェネツィアの検閲当局との会談で同作のオペラ化が案外すんなりと認められたことからみて、モチェニーゴあるいはピアーヴェは何らかのルートで事前に検閲動向を知っていたとも想像される（検閲官の意向を探るのは当時台本作家の重要な職責の一つであり、ピアーヴェは生涯を通じてその点では有能ぶりを発揮している）。
一方、ピアーヴェの台本作家としての経験不足に不安を覚えたらしいヴェルディは、当時在住のミラノから数度にわたり詳細な指示を行っている。原戯曲は全5幕にも及ぶ長大なものだったが、ピアーヴェは指示に沿ってこのうち第1-3幕を思い切って短縮、単一の第1幕とした。この結果、原作で主人公エルナニがもっとも活躍する第2幕は割愛されてしまった。
また注目されるのは「最後の2幕分についてだが、できるだけユーゴーに忠実に沿った方が効果的というものだろう。（中略）原作の素晴らしい語句を落とさないようにしてもらいたい」（ピアーヴェ宛1843年10月2日付書簡）など、カットしない箇所に関しては逆に原戯曲に対する忠実性をヴェルディが要求していることである（ただし、原作では3人とも死ぬ、というラストシーンを改変している）。19世紀前半におけるイタリア・オペラでは、仮に「原作」などがあろうとも登場人物の性格付けだけを継承して、筋書は勝手に再構成、歌詞表現は音楽の都合次第で改変する、というのが（ロッシーニやドニゼッティといった大家も例外でなく）常識だっただけに、ヴェルディのこの作曲態度はまったく新しい時代を象徴するものだった。

### 配役の問題
ヴェルディはまた、支配人モチェニーゴから「カロリーナ・ヴィエッティなるコントラルト歌手を配役に加えてもらえないか」との懇請を受け、検討している。彼女はヴェネツィアでは大人気歌手であった。仮にこの依頼を受諾するとなると、主要登場人物の声域はエルナーニ（コントラルト）、ドン・カルロ（テノール）、シルヴァ（バリトン）、エルヴィーラ（ソプラノ）となるはずであった。
主人公の男性役を女声が担当するというのはもちろん18世紀には当たり前（例えばヘンデル『セルセ』）で、19世紀初めにもあり得た方式であるが（未完のベッリーニ版ではジュディッタ・パスタを想定していたとされる）、既にこの1840年代には時代遅れとみなされる傾きがあった。ピアーヴェがヴィエッティ起用案に強く反対し、モチェニーゴを説得してくれた上、最終的には契約条件中の「歌手の人選はヴェルディ」のおかげで、配役は青年エルナーニ（テノール）、壮年カルロ（バリトン）、老年シルヴァ（バス）、若き美女エルヴィーラ（ソプラノ）、という単純ながら声のバランスの良いものとなった。

### 完成と初演
オペラは1844年年初頃には完成、リハーサルと平行してのオーケストレーションを経て、3月9日にフェニーチェ劇場で初演された。主役テノール歌手カルロ・グアスコの喉の不調、主役ソプラノ、ソフィア・レーヴェの気の抜けたような歌唱、舞台装置の一部が未完成等々の障害にもかかわらず、この『エルナーニ』は大成功であった。同オペラは、ヴェルディの初期のオペラとしては世界初演からイタリア半島外各都市での初演までの間隔が最も短い部類に属している。オペラ作曲家ヴェルディが単なるイタリア半島の新進という位置づけから、ヨーロッパ全体における有望新人へと飛躍したのはこの作品からだった。

## 編成

### 主な登場人物
- エルナーニ　（テノール）：　山賊の頭目。断絶した貴族の家の出身で、ドン・フアン（ジョヴァンニ）が真の名。
- ドン・カルロ　（バリトン）：　実在の神聖ローマ皇帝・カール5世（スペイン王としてはカルロス1世）のこと。但し史実上は彼は19歳で皇帝に選出されているが、オペラではそれほど若いわけでもない。
- ドン・ルイ・ゴメス・デ・シルヴァ　（バス）：　スペインの誇り高い貴族、老人。
- ドンナ・エルヴィーラ　（ソプラノ）：　シルヴァの姪。エルナーニと相思相愛だが、伯父シルヴァと無理やり結婚させられようとしている。原作では「ドニャ・デ・ソル・シルヴァ」。
- ジョヴァンナ　（ソプラノ）：　エルヴィーラの乳母
- ドン・リッカルド　（テノール）：　カルロの従者
- ヤーゴ　（バス）：　シルヴァの従者

- 合唱

## 舞台構成
全4幕
- 前奏曲
- 第1幕　「山賊」：
  - 第1場　アラゴンの寂しい山中
  - 第2場　シルヴァの居城にあるエルヴィーラの部屋の中
- 第2幕　「客人」：　シルヴァの居城。大広間
- 第3幕　「慈悲」：　アクィスグラーナ（現ドイツ・アーヘン）、アーヘン大聖堂の中
- 第4幕　「仮面」：　サラゴサにある、ドン・ジョヴァンニ（エルナーニ）の館

## あらすじ
時代：　1519年、カール5世即位直前

### 前奏曲
3分少々の短いもの。第2幕終盤の「角笛の場面」で用いられるテーマが主題となる。

### 第1幕

#### 第1場
山賊たちの巣窟、夕暮れ時。配下の者たちが飲みかつ歌っている中で、頭目のエルナーニは悩んでいる。明日になれば彼の恋人ドンナ・エルヴィーラはその伯父であるシルヴァ老人と結婚させられてしまう。部下の山賊たちは彼を励まし、総員でエルヴィーラを居城から誘拐することに決定する。

#### 第2場
同夜、エルヴィーラの居室。彼女もエルナーニが自分を救出してくれると信じている。ドン・カルロ（スペイン王）がお忍びで登場する。彼はエルヴィーラに自分の熱愛を告げ、彼女を強引に連れ出そうとする。そこへエルナーニが登場、彼はカルロを国王であると見抜き、国王によって家名断絶したと考えていることから敵愾心をより燃やす。カルロの方は、山賊エルナーニの素性までは知らない。2人の争いがエルヴィーラの仲裁で収まった刹那、老人シルヴァも現れる。シルヴァは、エルヴィーラの居室に2人までも若い男性がいることに驚き、城内の部下を集め2人を手討ちにしようとするが、そこに現れた従者ドン・リッカルドがカルロ王の素性を明かし、（エルナーニ、エルヴィーラ以外の）一同は驚愕する。カルロは恥じ入るシルヴァを赦免してやり、またエルナーニを自分の従者の一人であるかの如くシルヴァに言って、エルナーニの命も救ってやる。

### 第2幕
シルヴァとエルヴィーラの婚礼の日。修道士に変装したエルナーニが訪ねてくる。シルヴァはこの見知らぬ客も寛大に迎えてやる。シルヴァが席を外している間にエルヴィーラは、今でもエルナーニだけを愛していること、このまま婚礼となれば自分は新床で喉を突いて死ぬ覚悟であることを打ち明け、2人は抱擁する。そこへ戻ってきたシルヴァは自分が侮辱されたことを知り激怒、今度こそエルナーニを手討ちにしようとするが、そこへカルロが軍勢を率いて城へ攻め入ってくる。カルロは山賊エルナーニを追って来たのだ。シルヴァは（自分ではエルナーニを討とうとしたものの）城に乱入した軍勢に城の客人を引き渡すことは貴族としての誇りが許さない、としてエルナーニを秘密の小部屋に匿ってしまう。怒ったカルロはエルヴィーラを人質として連れ帰る。残されたシルヴァとエルナーニは、まず倒すべき共通の敵は国王であると協同を誓う。エルナーニは、身柄を匿ってくれたことをシルヴァに感謝し、自分の角笛を命を預けた証拠として渡す。「この角笛が鳴るとき、エルナーニはたちどころに死ぬであろう」と約束して。

### 第3幕
アーヘンの大聖堂内、カール大帝（シャルルマーニュ）の墓室のある地下室。カルロは皇帝選挙の結果を待ちわびているが、謀反の企てがあると知り自らカール大帝の墓室に身を潜め、謀反人たちを一網打尽にする積りである。予想とおり陰謀者たちが入って来、その中にはエルナーニとシルヴァもいる。大聖堂の外からカルロが皇帝が選出されたことを知らせる3発の砲声が轟く。同時にカール大帝の墓室の大扉が開き、人影が現れるので反乱者一味は「カール大帝が生き返ったか」と驚く。人影、すなわちカルロは「反乱者よ、自分こそカルロ5世である」と名乗る。カルロの皇帝選出を祝賀する一団が聖堂内に入場、カルロは反乱者たちを逮捕し、公爵から伯爵までは斬首を、それ以下の者は監獄送りを命じる。エルナーニは、自分もアラゴンの元貴族家出身のドン・ジョヴァンニであると身分を明かし、仲間とともに死を賜りたいと願う。カルロもそれを聞き入れる。エルヴィーラがカルロに駆け寄りエルナーニの赦免を嘆願したとき、カルロは、この墓所に眠るカール大帝の遺徳、すなわち慈悲の心を自分も受け継ぐのだと考え直し、陰謀者一同を即座に放免、エルナーニには貴族としての家名復活とエルヴィーラとの結婚を認める。一同はカルロ新皇帝の慈悲を賞賛するが、カルロへの反乱も潰え、結婚するはずのエルヴィーラも失ったシルヴァだけはひとり苦汁を嘗める。

### 第4幕
いまや貴族に復帰、「アラゴンのドン・ジョヴァンニ」と称せられるようになったエルナーニとエルヴィーラの婚礼の日、人々は祝宴で歌い踊っている。遠くから角笛の音が響き、エルナーニだけがその意味に気付き青ざめる。シルヴァが登場、死の約束を果たしてもらおうと詰め寄る。エルヴィーラはシルヴァに助命を懇願するが、復讐の鬼と化した彼は聞く耳をもたない。遂にエルナーニは自刃し、エルヴィーラに自分との愛を覚えていて欲しい、と遺言して果てる。

## 各国での初演
『エルナーニ』はヴェルディの初期作としては珍しく、早くからイタリア外での上演が行われたオペラである。
- ウィーンでの初演は早くも世界初演の翌月、1844年4月に行われている（世界初演地ヴェネツィアも当時オーストリア支配下にあったので、このウィーン公演を「他国」での初演とみるべきかは問題だが）。
- イギリスでの初演は1845年3月8日、ロンドン、ヘイマーケット劇場で行われた。
- フランスでは、1846年のパリ、イタリア座公演が初演となる。なおこの際題名等の一時的変更がなされている（下記参照）。
- アメリカでは、1847年4月13日のニューヨーク、パーク劇場が初演である。
- 日本での初演に関しては諸説ある。
  - 「カーピ歌劇団」による1925年3月の帝国劇場における公演が記録に残る最初の『エルナーニ』であるが[1]、これはハイライト（抜粋上演）に過ぎなかった可能性が高い。なお永井荷風は同月11日の公演を観劇しており、『断腸亭日乗』にその旨の記述がある。オペラを愛し、またフランス文学に造詣の深い荷風であるが、この『エルナーニ』に関しては特段の感想などを遺してはいない。
  - 1979年11月9日、「ローゼの会」で『エルナーニ』が上演されたとの資料もある。指揮は森正、管弦楽は新日本フィル、エルヴィーラ役にはイタリアよりジョヴァンナ・ヴィーギを招いたというが詳細は不明。
  - 本格的な意味での日本初演は21世紀に入っての2002年10月26日、びわ湖ホールにて「びわ湖ホール・プロデュースオペラ」として上演されたもので、同公演は「日本初演」と謳っていた。配役は福井敬（エルナーニ）、福島明也（ドン・カルロ）、小鉄和広（シルヴァ）、小濱妙美（エルヴィーラ）他、若杉弘指揮、京都市交響楽団の管弦楽であった[2]。

## 原作者ユーゴーの抗議
戯曲の原作者ヴィクトル・ユーゴーはこのオペラを「下手な模倣品」と言って激しく抗議、初演2年後のパリ初演（イタリア座）ではタイトル、舞台設定および登場人物名の変更を要求した。結局パリでは、題名を『追放者』Il proscritto、舞台はヴェネツィア、役名もエルナーニが「オルドラード」、カルロは「アンドレア・グリッティ」等々とする変更がなされた。なお1840-50年代にあってはイタリアの諸都市でも、検閲官が原作者ユーゴー、あるいは原作戯曲『エルナニ』が刺激的過ぎると考えた場合、この『追放者』あるいは『アラゴンのエルヴィーラ』Elvira d'Aragona、『カスティリアの名誉』L'onore castiglianoなど別題での上演がしばしば行われた。
ヴェルディの『エルナーニ』は戯曲『エルナニ』の初オペラ化ではない。以前にもガブッシ（1834年）、マズッカート（1844年）、またこれ以降もラウダーモ（1849年）なる作曲家のオペラがあるが、ユーゴーはそのどれに対しても問題視しなかった。これ以前はドニゼッティ作曲の成功作『ルクレツィア・ボルジア』で、またこの後もヴェルディの『リゴレット』で原作者ユーゴーはパリでの上演禁止、または改作、改題などを要求しており、オペラが大成功した場合は抗議せざるを得なかったようである。

## 『エルナーニ』の位置付け
『エルナーニ』はドラマ的にはまったく非現実的なオペラである。スペインからフランスの地を横断しはるばるアーヘンまで、発見もされずに移動する反乱者一味、前触れもなく突如変心し慈悲を垂れるカルロ、自分の結婚の祝宴で角笛が鳴ったからといって自害するエルナーニ、年甲斐もない嫉妬に狂う老人シルヴァ。これらに少しでも現実味を与えようと、現代の演出家はいずれも苦労している。口さがないオペラ愛好者は『エルナーニ』をヴェルディの「三大荒唐無稽オペラ」の一つと揶揄したりもする（他の2つは、『イル・トロヴァトーレ』と『運命の力』で、3作ともスペインを舞台としているのが興味深い）。もっとも、これら3作の荒唐無稽さはヴェルディの咎というより、原作戯曲のそれに起因するところが大きい。
一方、この『エルナーニ』は、興行師にあてがわれた台本にただ曲を付けるのではなく、ヴェルディ自らが題材選定に関与し得たはじめてのオペラであった。ピアーヴェが台本作家としては経験不足であり、かつ温和従順な性格だったこともここでは幸いして、ヴェルディはその力強いが長大な戯曲に、ある部分は大胆なカットを行い、またある部分は忠実に従い、意のままの作曲を行うことができた。ドラマ全体を貫く独特の力強さ、リズム感、ないし切れ味はそこから生まれた。この『エルナーニ』の成功の後、ヴェルディはオペラ作曲において自ら題材と台本作家を選ぶことに固執しているのも当然だろう。
構成の面では、ヴェルディがこの作品に至って主役声域の配置――すなわちヒーローとしてのテノール、そのライヴァルであるバリトン、その両者に想われるヒロインのソプラノという組合せ――に一定のパターンを確立した、ということも特筆されるべきだろう。このパターンは後の『レニャーノの戦い』、『イル・トロヴァトーレ』、『仮面舞踏会』そして『運命の力』に至るまでの多くのオペラで踏襲されることになる。特に、主人公エルナーニはヴェルディの書いた初めてのドラマティック・テノール向けの役であるし、またここでのドン・カルロはバリトンとしてはテッシトゥーラ（作品内での音域）がやや高目の、いわゆる「ヴェルディ・バリトン」のキャラクターをヴェルディがはじめて確立したものとみることができる点で注目に値する。